# Operació Northwoods

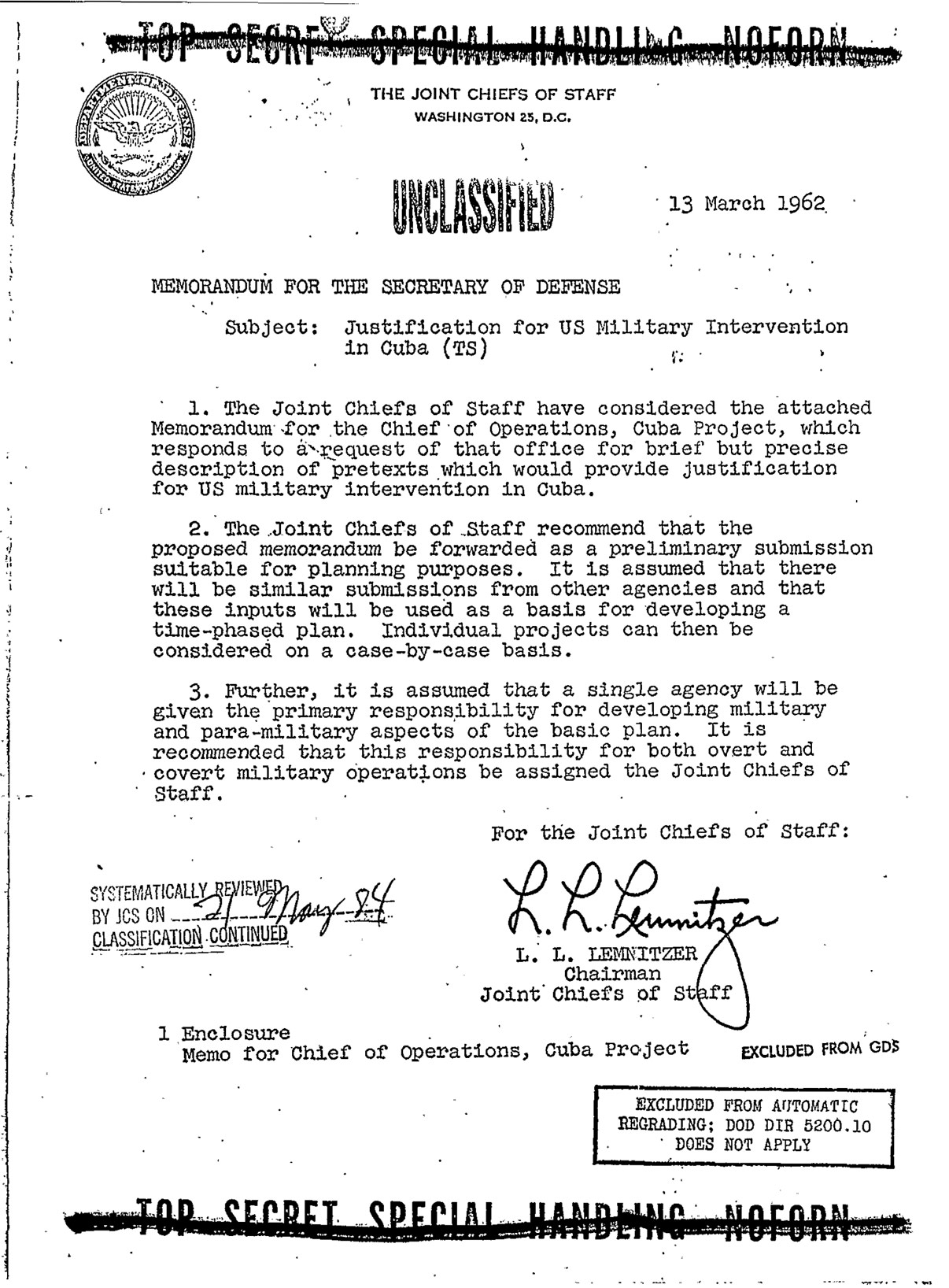
Memoràndum Northwoods (13 de març, 1962) (PDF)

L'Operació Northwoods (Operation Northwoods) va ser un pla de l'exèrcit estatunidenc de 1962 que es proposava convèncer a la comunitat internacional i a l'opinió pública dels EUA que Cuba i Fidel Castro representaven un perill per la pau d'occident, amb l'objectiu d'aprovar accions militars sobre Cuba després de fingir un fals atac sobre EUA, imputant a Cuba dels greus danys patits.
Aquest pla, que finalment no es va dur a terme, constava de diverses operacions de falsa bandera, contant actes de terrorisme d'Estat, com el segrest d'avions a territori estatunidenc i cubà. Aquesta conspiració va ser proposada per alts càrrecs del Minister de Defensa (Departament of Defense) americà, entre ells, el president de la Junta de Caps d'Estat Major, Lyma Louis Lemnitzer, que van ser aturats finalment pel president dels EUA d'aquell moment, John F. Kennedy, qui els va qualificar de feixistes fanàtics perillosos (destituint-los i obligant-los a dissoldre les seves organitzacions, obrint investigacions per a revocar els implicats a les conspiracions, poc abans de ser assassinat).
Aquesta operació era integrada a dins d'una operació més àmplia anomenada Operació Mangosta (Operation Mongoose), que era una iniciativa molt més general en contra de Castro.
El més conegut de l'Operació Northwoods és una de les principals provocacions plantejades pels militars de fer explotar un vaixell de guerra dels EUA a aigües territorials cubanes, de manera que avivés la memòria de la destrucció del cuirassat US Maine, el 1898, amb 266 vides llevades, que va provocar la intervenció estatunidenca contra Espanya. El buc seria en realitat buit, i tot seria tele-guiat. L'explosió es veuria des de l'Havana o des de Santiago per acreditar el fet amb testimonis oculars. S'organitzaria una falsa operació de rescat per donar-li més realisme. La llista de les víctimes es publicaria a la premsa i s'organitzarien falsos enterraments per suscitar la indignació de l'opinió pública dels EUA i del món. L'operació seria orquestrada quan naus i avions cubans estiguessin a la zona, per imputar-los l'atac.

## Creació i publicació del document

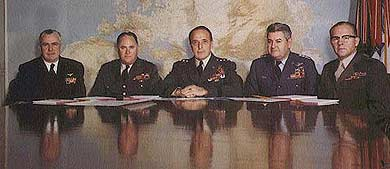
Els caps d'estat-major responsables del projecte Northwoods. D'esquerra a dreta: l'almirall George W. Anderson Jr. (cap d'operacions marítimes), el general George H. Decker (cap d'estat-major de l'exèrcit de terra), el general Leyman L. Leymnizer (cap d'estat-major interarmas), el general Curtis E. LeMay (cap d'estat-major de l'exèrcit de l'aire), el general David M. Shoup (comandant del cós dels marines).

La proposta va ser presentada en un document amb el titul Justificació d'Intervenció Militar Estatunidenca a Cuba, una col·lecció de memoràndums i borradors escrits pel Ministeri de Defensa (Department of Defense, DOD) i la Junta de Caps d'Estat Major (Joint Chiefs of Staff, JCS) representat al Grup de Recerca al Carib (Caribbean Survey Group). El document va ser remès per la Junta al Secretari de Defensa Robert McNamara el 13 de març de 1962 amb un paràgraf aprovat, com a representació preliminar amb el propòsit de planificació.
| «                                                          | "Podríem desenvolupar una campanya terrorista de la Cuba Comunista a l'àrea de Miami, a d'altres ciutats de Florida i fins i tot a Washington. La campanya anirà dirigida contra refugiats cubans fugits als EUA buscant asil polític. Podríem enfonsar un vaixell de refugiats cubans de ruta cap a Florida (realment o de manera simulada). Podríem fomentar atemptats contra refugiats cubans fins i tot arribant a l'extrem de ferir-los de manera que fos àmpliament publicat als mitjans". | » |
| — Porció del paràgraf preliminar de l'Operació Northwoods. | |   |

Aquest document, prèviament classificat com a secret, es va fer públic originalment el 18 de novembre de 1997 per la John F. Kennedy Assassination Records Review Board, una agència federal dels EUA que supervisa la publicació de documents governamentals relacionats amb l'assassinat de Kennedy. Un total de 1500 pàgines de documents militars, secrets en un principi, van ser desclassificats per aquesta agència federal. L'Apèndix del Document Adjunt A i l'Annex a l'Apèndix del Document Adjunt A del document Northwoods van ser primer publicats a la xarxa per l'Archiu de Seguretat Nacional al 6 de novembre de 1988 en una operació conjunta amb la CNN, com a porció d'una sèrie de documentals sobre la guerra freda i, concretament, com a documentació per a un episodi sobre Cuba, que es va emetre el 29 de novembre de 1998. Aquest annex és la secció del document que conté propostes per a crear aquests atacs terroristes de falsa ensenya.
El document complet va ser publicat a la xarxa per l'Arxiu de Seguretat Nacional el 30 d'abril del 2001.

## Contingut del document
Com a resposta a una sol·licitud de pretextos per a una intervenció militar per part del Cap d'Operacions del Projecte Cuba (Coronel Edward Lansdale), el document llista mètodes per organitzar falsos atacs (en alguns casos esbossant plans) per aconseguir el suport públic estatunidenc i internacional a una intervenció militar a Cuba. Aquests atacs eren preparats per aparentar ser d'origen cubà, amb la pèrdua de vides humanes en alguns d'ells. Era fonamental pel pla l'ús de "cubans amistosos": exiliats cubans que volien l'enderrocament de Fidel Castro.
Les operacions que plantejava Northwoods inclourien:
- Escampar rumors sobre Cuba fent servir ràdios clandestines.
- Iniciar atacs simulats, sabotatges i avalots a la Base Naval de la Badia de Guantánamo i culpar-ne a les forces cubanes.
- Bombardejar i enfonsar una nau americana a la base de Guantánamo, (similar a l'incident de l'USS Maine a l'Havana el 1898 que va provocar la guerra contra Espanya) i destruir avions americans i culpar-ne a Cuba (el primer suggeriment del document respecte a l'enfonsament d'un creuer era destruir un vaixell tripulat i, per tant, significaria la mort de membres de la Marina, però existia una segona en la qual es farien servir vaixells no tripulats i se simularien els enterraments).
- L'assetjament de vols civils, atacs a transports de terra i destrucció d'avions falsos americans per aeronaus de mena MIG serien útils com accions complementàries per donar més realisme a tot el fals conflicte.
- Destruir un aparell no tripulat, fent-lo passar per un avió comercial ple suposadament d'estudiants universitaris de viatge de vacances. Aquesta proposta va ser una de les recolzades per la Junta de Caps d'Estat Major.
- Arrasar collites llençant dispositius incendiaris a Haití, República Dominicana i d'altres llocs.
- Orquestrar una "campanya terrorista" que inclouria atacs (per part de la CIA fent-se passar per agents de Castro) contra refugiats cubans a EUA, simulats o falsos.